# B-CAS

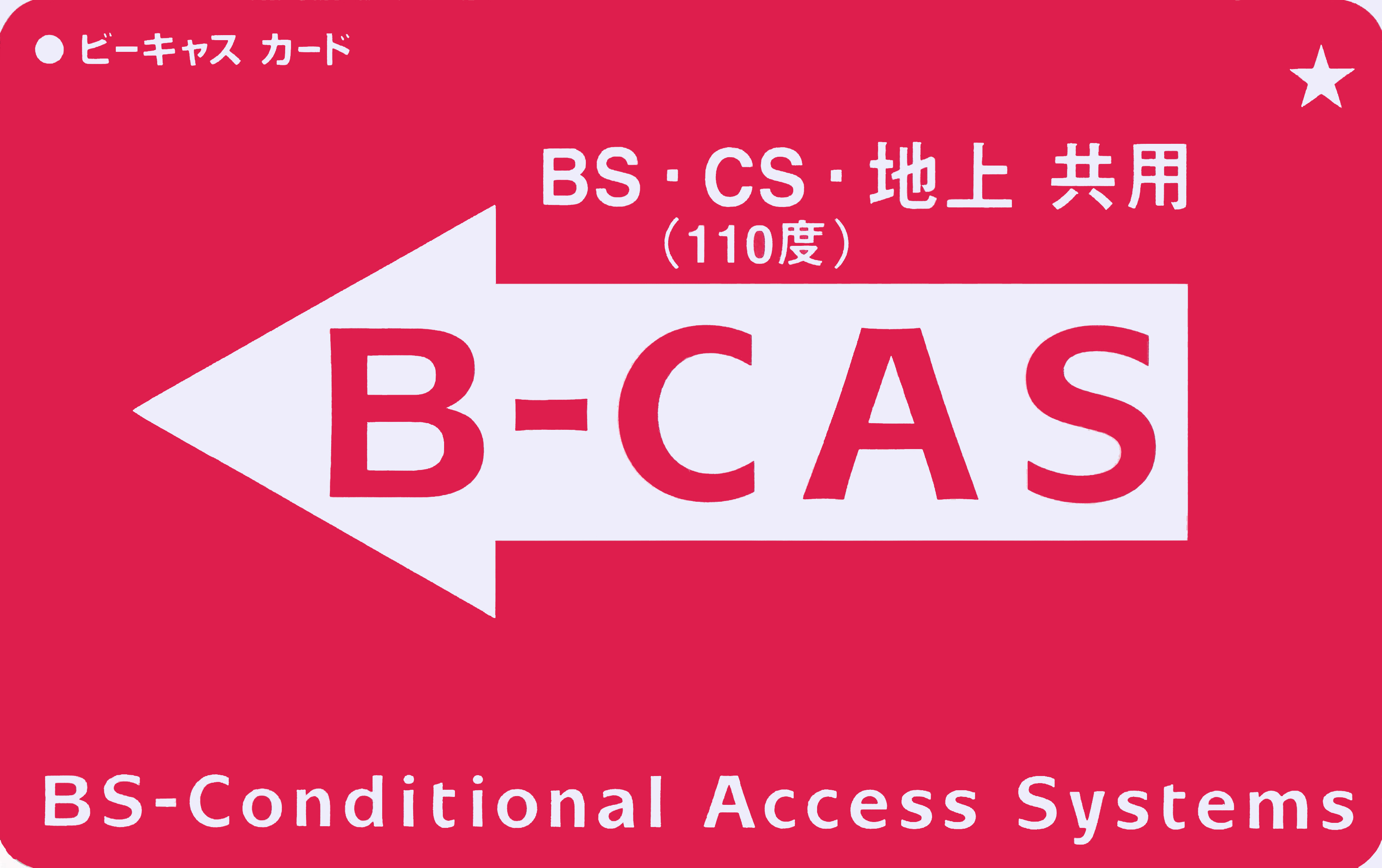
BS 110度CS 地上デジタル共用B-CASカード

B-CAS（ビーキャス）とは、ビーエス・コンディショナルアクセスシステムズ社（B-CAS社）が提供する限定受信方式、または同機能を実現するために受信機に設置するICカード（B-CASカード）のこと。
電波産業会の標準規格・技術資料において「限定受信方式」と定義されており、一般にARIB限定受信方式とも呼ばれる。関連する方式として、地上デジタル放送に限って地上放送RMP管理センターが運用するコンテンツ権利保護専用方式（RMP方式、地上RMP方式）があり、上述の標準規格・技術資料において「コンテンツ保護方式」（ARIBコンテンツ保護方式）と定義される。
B-CAS方式は、日本のBSデジタル放送の有料放送受信者を対象とする狭義の限定受信システム（CAS : Conditional Access System）としてスタートし、現在も社名にビーエスを冠する。その後、BSデジタル放送以外にも利用されデジタル放送におけるデジタル著作権管理（DRM）の一部として正規の機器を認証する広義の限定受信方式（コンテンツ保護方式）としても利用されている。

## 概要
B-CASによる限定受信システムは、ビーエス・コンディショナルアクセスシステムズ（B-CAS社）によって開発された。2000年（平成12年）12月1日、BSデジタル放送が開始された際に、有料放送契約者（WOWOWやスター・チャンネルBS）を対象として運用開始された。その後、110度CSデジタル放送（スカパー!）の有料放送、NHK-BS放送（NHK受信料の徴収目的）にも採用された。
2004年（平成16年）、BSデジタル放送の無料放送に著作権保護が目的とされるコピー制御が導入された際、コピーガード制御信号（CCI。コピーワンスが原則とされるが2008年（平成20年）7月よりダビング10も併用）とともに、CCIの実効性を担保する限定受信方式として、デジタル著作権管理の一部の形で、BSデジタル放送・地上デジタル放送・110度CSデジタル放送に広く採用されることとなった。
BSデジタル・110度CSデジタル放送に関しては、日本周辺諸国へ衛星からのスピルオーバーによる視聴・録画等を防ぐ目的も持っている（ただし、B-CASカードを日本国外へ持ち出した場合は防げない。B-CASカード利用規約では、日本国外への持ち出しを禁止している）。
この限定受信の方式はB-CAS方式と呼ばれ、日本のデジタル放送における著作権保護に利用されている。
2009年（平成21年）11月からは、Plug-inSIM形状のminiB-CASカード（地上デジタル専用）の運用が始まった。加えて、2011年（平成23年）9月に東芝から発売されたデスクトップパソコン「dynabook REGZA PC D731シリーズ」では赤色miniB-CASカード（地上・BS・110度CS兼用）が導入された。miniB-CASカードは東芝製テレビ「REGZA」に実装されていたが、2015年発表の通常ハイビジョンモデル「J10」から通常のB-CASカードの添付に変更されており、結局はminiB-CASカードが小型のテレビやPC、同時録画数の特に多い機器（カードの枚数とカードリーダーの占有スペースが比例して増える）以外には採用されなくなる可能性がある。

## B-CAS方式
2000年（平成12年）12月1日にBSデジタル放送、2002年（平成14年）3月1日に110度CSデジタル放送、そして2003年（平成15年）12月1日に地上デジタル放送がそれぞれ開始された。当初から現在に至るまで、B-CASは有料放送であるWOWOWとスカパー!（旧：e2）のCASとして利用されている。なお、有料放送はカードに対しての解除信号が送られているためカードを差し替えることで利用できる機器を切り替えることができる。
開始当初、限定受信は有料放送が対象であり、コピー制御も有料放送を除いて行われていなかったが、東京の主婦が録画した「BSデジタル放送のSMAP×SMAPを録画したD-VHSテープがインターネットオークションに出品される著作権侵害があった」とする、ハリウッド系資本の放送事業者の主張により、技術エンスロ委員会で問題視され、2004年（平成16年）4月5日からは、有料放送・無料放送を問わず、著作権保護が目的であるとするコピーガード制御が開始された。
ラジオ放送の一部や110度CSデジタル放送、特に広告を目的としたテレビショッピングチャンネルなど無料番組の一部においては、コピー制御・限定受信の一方または両方が行われない番組もある。この制御の実効性を担保する手段として、B-CASの限定受信が応用され、これらはデジタル著作権管理として機能することとなった。
B-CAS方式によるデジタル放送は動画データに、コピー制御信号（CCI）を加えた上で暗号化（MULTI2暗号・日立製作所開発）して送信される。視聴する際は、B-CASカードに格納されている暗号鍵を用いて復号し、復号されたデータはCCIに忠実に取り扱われる。これにより、B-CAS方式の限定受信の行われている放送・番組では社団法人電波産業会（ARIB）とB-CAS社に認証されB-CASカードが発行されたチューナー（コピー制御対応チューナー）にB-CASカードを挿入することが必須になり、それ以外の手段では視聴不可能となった。
B-CASカードを使用する受信機には、特定条件に一致した場合に放送局からのお知らせを目的とした文言を画面に表示する「自動表示メッセージ」と呼ばれる機能がある。NHKの衛星放送においては、登録を行わないままBSデジタル放送を視聴すると、この機能を利用した「設置連絡のお願い」と表示され、NHK受信料の納付を目的とした画面が現れる（深夜から早朝にかけては表示されない。また録画視聴でも表示されない）。なお、地上デジタルテレビ放送では、登録をしなくとも表示されない（同様の仕組みをNHKの地デジにも導入する構想はあったが、実現していない）。
B-CAS方式による放送では、デジタル技術を用いた録画機器と一部アナログ録画機器での番組の録画及び暗号化はされていないが、録画にさまざまな制限が掛かる。「B-CASとコピーワンス」、「DVDレコーダー#DVDレコーダーとコピー制御の関係」の項などを参照。これは録画機器メーカーであり、Blu-ray Discの提案者であり、同時に権利者でもあったソニーが提案、後続メーカーはそれに従う形で実装した。
発端となった技術エンスロ委員会の委員長は「簡単に破られるだろう」「ハッカーは歓迎だ。BSが普及する事は良い事だ」と述べたが、実際に突破されて崩壊するまで10年近くを要し、その間ユーザーは不満を募らせ、その怒りをB-CAS社に向けた。しかしそれは厳密には誤りであり、権利者が希望もしないのに、過剰なアクセス制限を自主規制の形で実装した、受信機メーカー業界の本質である事に長らくして気づく。

## B-CASカード
B-CASカードはB-CAS社が発行する接触式ICカードでARIBとB-CAS社に認証されたデジタル放送受信機に同梱して配布され、受信機（チューナー、セットトップボックス、デジタル放送対応テレビ、BDレコーダーなど）に挿入して使用する。B-CASカードのICチップ内部にはカード毎に固有のID番号と暗号鍵が格納されている。
B-CASカード単位で受信契約情報が記録されているため、NHKの衛星放送受信契約や有料放送の視聴契約等の情報が記録されているカードを差し替えることにより別のデジタル放送受信機でも同様の視聴や録画が可能となっている。このため、デジタル放送受信機を買い替えた際にも従来使用していたB-CASカードを挿すことにより新しい受信機でも買い替え前同様の視聴や録画が可能である。逆に言えば、新しく買い替えたからといって、従来のカードが使用できる状態であれば改めて契約をし直す必要はない。
B-CASカードは赤カード・青カード・CATV専用カード（オレンジ色）の3種類が一般的に知られている。家電量販店に行けば、店頭展示テレビに挿入されている店舗用B-CASカードも見受けられる。
赤カードはBS・CS110度・地上のデジタル放送3波共用カードである（裏面にBSデジタル専用と書かれていてもダウンロードサービスを受けることにより3波利用可能である）。
青カードは地上デジタル放送専用カードである（B-CAS社へのライセンス料の支払軽減が目的とされている）。BS及び110度CSは受信可能であるが、CSの有料番組の契約はできない。地上デジタル特別内蔵用カード（浴室等に持ち込むことができる防水加工されたテレビ等に内蔵）は屋外使用の仕様や防水仕様などの受信の場合、着脱が難しいため出荷段階から挿入済みとされる。12セグの視聴が可能なカーナビゲーションやUSB型受信機等にSIMカードサイズのminiB-CASカードも発行されている。
その他、白カード（店頭展示テレビ専用。NHKBS放送の設置確認メッセージが表示されない）、黄色カード（用途限定カード。有料放送の代理店契約を結んでいる店舗での放送用）、黒カード（業務用。受信電波レベル確認等に使用）など限られた用途のB-CASカードも存在するが一般視聴者が目にすることはあまりない。これらのカードはネットオークションに出品されることもあるが、同社は契約違反であるとして問題視している。
B-CASカードの転売や譲渡については、B-CAS社はカード所有権は自社にあるとして転売などを認めていない。転売すると著作権法違反で逮捕される。カード単体での発売も行われておらず、故障や紛失した際には、B-CAS社のカスタマーセンターに申し込むことで、1枚あたり送料込み2,310円で再発行される。
雑誌『週刊ポスト』の報道では、毎年の発行枚数と売り上げから計算するとB-CAS社にとっては1枚600円前後のビジネスと推測されている。メーカーの仕入れ値については、1枚あたり100円程度であることが2013年のB-CASカード横流し事件の際に報じられた。
B-CAS社はデジタル放送推進協会（Dpa）と契約を交わし、ARIB規格に準拠して著作権保護機能を遵守するメーカーの機器にカードを支給していると述べている。

### B-CASカードの所有権とシュリンクラップ契約
シュリンクラップ契約にて締結される使用許諾契約約款ではB-CASカードの所有権は株式会社ビーエス・コンディショナルアクセスシステムズに帰属するとされている。

### B-CASカードの種類
カード裏面の右下の文字が、Tで始まるものは東芝製、Mで始まるものはパナソニック製。
| カードID                      | 色       | 概要 |
| ----------------------------- | -------- | --- |
| 0000-0001 0000-0002 0000-2000 | 赤       | 出荷時点では地デジ・BSデジタルのコピー制御に未対応（カード表面に星印なし。無料放送へのコピー制御開始の前に地上波やBSなどを通じて無料放送のコピー制御を視聴可能にするアップデートが配信された） |
| 0000-2002                     | 赤       | 三波共用（カード表面に星印なし） |
| 0000-2800                     | 橙       | CATV専用カード。地デジ・BSデジタルのコピー制御に未対応（カード表面に星印なし。赤いカードと同様、コピー制御の拡大の前に暗号鍵を地上波等から受信すればコピー制御対応済みとなった）               |
| 0000-28**                     | 橙       | CATV専用カード |
| 0000-30**                     | 赤       | 三波共用 |
| 0000-31**                     | 赤       | 三波共用 |
| 0000-32**                     | 赤       | 三波共用 |
| 0000-35**                     | 白地に赤 | 三波共用ミニカード |
| 0000-40**                     | 白地に赤 | 店頭展示テレビ専用 |
| 0000-50**                     | 青       | 地デジ専用 |
| 0000-55**                     | 白地に青 | 地デジ専用ミニカード |
| 0000-57**                     | 白地に青 | 地デジ専用 特別内蔵用（ミニカードも同じ色。2017年3月をもって、両カードとも発行終了） |
| 0000-90**                     | 黒       | 業務用（2024年3月をもって特定業務用に一本化） |
| 0000-91**                     | 黄       | 用途限定（小売店における有料放送のデモンストレーションなど。発行終了） |
| 0000-91**                     | 白地に黒 | 特定業務用（ホテルや病院などに設置、レンタル・リースなど） |

## B-CAS方式に係る問題

### 仕様上の問題点

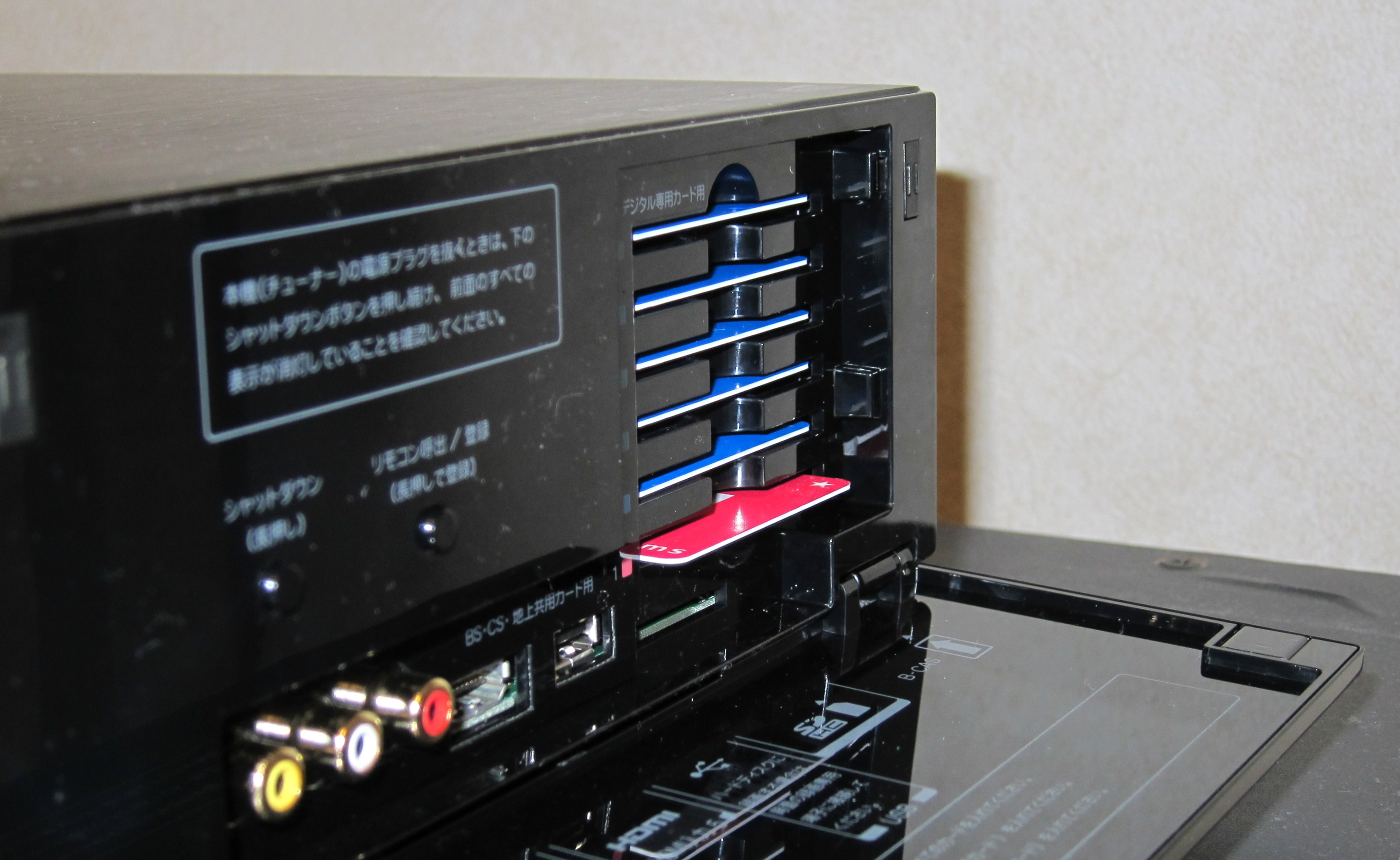
CELL REGZAには8チャンネル同時視聴を可能とするためB-CASカードが6枚挿入されている。

当初、1枚のB-CASカードでデコードできる放送は、制度上2チャンネル分に限定され、録画機能を充実させるために3チャンネル以上受信対応させた機種の場合、複数枚のB-CASカードが必要になり、受信装置のコストアップの一因になっていた。地デジ全チャンネル録画（8チャンネル分）に対応した東芝のCELL REGZAでは、その他の録画や実際の視聴のために、計6枚のB-CASカードを搭載した。
その他、カード単位で契約が管理されているため、受信機が複数ある場合放送2チャンネル分以下でも契約の共有ができない問題もある。ある有料チャンネルをカード1枚分のみ契約した場合、テレビとレコーダーが別々の場合は見るときはテレビに、録画するときはレコーダーにというように、カードの差し替えが必要となる。

#### バックドアの存在
2015年までに発行されたB-CASカードの過半数に、カードに書き込まれた情報が平文で読み書きできるバックドアが存在する（この事案から、カード裏のT記号が東芝のTであり、他の記号は製造メーカーの頭文字と推定される）。最初に明らかにされた東芝製B-CASカードは東芝製品にしか付属しないため、流通数は全体からすると少ない。なお、B-CASカードからバックドアへのアクセスプログラムは早期に削除された。
しかし、残る他社カードや設計の異なるカードでもバックドアプログラムをB-CASカードに再プログラム出来る事が判明。2012年（平成24年）、バックドアを持つB-CASカードのセキュリティが突破される。この時、B-CASカードには「お試し視聴期間」として受信開始から一週間だけ全ての有料チャネルが視聴できる機能があった。すなわち本来暗号化されたEMMメッセージで書き込まれる筈のワークキーがあらかじめカードに平文で書き込んであり、バックドア経由で全ての鍵が取り出され、また契約者情報を任意に変更できる状態にあった（地上波専用カードは衛星放送の契約者情報がデジタル放送開始以前の日付に設定してあるだけで、B-CASカードのほぼ大多数を占める青カードが問題となる）。これが後述の不正視聴問題とDRMとしての実効性の破綻に繋がった。この影響により、2020年現在もB-CAS社の公式トップページは不正視聴に対する警告の文言で埋め尽くされた、物々しい状態になっている。

### 非準拠チューナと不正視聴

#### コンテンツ保護の問題
B-CAS方式は、かねてよりB-CASカードそのものを悪用する（ARIB非準拠機器にB-CASカードを挿入した）不正コピーには対応できない可能性が指摘されていた。
2007年（平成19年）10月25日、既に発行されたB-CASカードを流用した上でコピー制御信号を無視することを前提とした地上・BSデジタルチューナーのフリーオが発売された。フリーオ発売以降も複数のARIB非準拠チューナーが発売されており、実質的に DRM が機能しているとは言い難い。また、2020年前半にフリーオの製造元が、今度は新型コロナウイルスの流行が収束し次第4K・8K放送のARIB非準拠チューナーを発売する主旨のプレスリリースを公式サイトに掲載しており、このような物騒な状態は後継システムのACASにも及びつつある。

#### 限定受信システムの問題
フリーオ発売以降、スクランブルされたストリームのデコードに必要なキーをインターネット経由で共有する手段が実用化され、地デジ難視対策衛星放送や無料民放放送などが視聴可能となった。
2012年には、B-CAS社が発行したものでない、サードパーティ製の海賊版B-CASカードが出回り、その後B-CASカードを改竄する手法も明らかになり、放送限定受信システムとしての機能を果たさなくなった。
本件は、刑事事件として逮捕者が出る事態となっている（詳細は次節を参照）。

### 有料チャンネル等の不正視聴の横行と摘発
2012年（平成24年）5月19日に、B-CASのデータを書き換え、放送事業者に料金を支払わずに有料番組を視聴できる方法が、インターネットで出回っていることが分かった。総務省が「コンテンツ保護の観点から由々しき事態。B-CASシステムの改廃につながりかねない問題」として調査に乗り出した」と報道された。同記事では、「不正B-CASカードは、海賊版カードが数か月前から出回っていた。今回、インターネット上で出回った方法は、パソコンを用いて正規のB-CASカードを書き換える方法」としている。
衛星放送のスカパーJSATとWOWOWも、不正利用に対し、損害賠償を含めた法的措置をとるとの見解を発表している。
2012年（平成24年）6月には、不正なB-CASカードを販売した43歳の男性が、不正競争防止法違反で逮捕され、同年10月に有罪判決が言い渡された。
さらに2013年（平成25年）7月には、さいたま市在住の会社員らが有料放送の視聴料を支払わないで見られるように細工した、不正B-CASカードを放送局などに無断で制作・販売した疑いで逮捕された事例がある。この会社員らは不正B-CASカード6000枚を売りさばき1億3000万円以上の稼ぎを得たといわれている。
2014年（平成26年）8月には、台湾で、日本向けのインターネット通販を利用して、有料放送局に無断で不正B-CASを売ることを目的に、B-CASのデータを無料で見られるように書き換えたとして、現地の30-40代の2人が摘発された。彼らが作成・販売した不正カードは、スカパー!やWOWOW、ケーブルテレビでの正規視聴契約ならば、月総額で5万円程度かかるところを、2038年まで無料で見られるように不法改造され、1枚1万円程度で通販され、摘発の際に約11,000枚が押収された。
このサイトによると、2012年（平成24年）ごろからこの不正B-CASカードを製造・発売しており、「衛星のセーフティネット（地デジ難視聴対策による衛星放送での在京キー局の再配信）を含めたBS・CSのチャンネルを放送事業者に加入手続きをすることなく半永久的に視聴できる」と謳っていた。更に「このカードは自己完結タイプであり、一旦ICチップに使用許可が書き込まれると、外部からのコマンドを受けて、勝手に変更することができません。放送事業者がカードのナンバーを知らなければ、カードの無効化（視聴許諾取消し）はできません。言い換えると、どの機器に使われても、放送事業者に把握されることは不可能です」とする説明が書かれていた。またミニB-CASに対応するため、抜き取りができるようになっていた。
更にこのサイトは「（不正B-CASの販売会社）はB-CAS株式会社に買収されました。 （不正B-CASカード）のご注文方法について、「商品のご購入」のページをご覧ください」（注文書の送り先としてB-CAS社の本社住所が記載されている）、「偽物サイトにご注意ください。偽物サイトと買うと、詐欺に遭うおそれがありますので、くれぐれもご注意ください」などとした注釈をサイトに掲載していた。もちろんこれはB-CASを管理するビーエス・コンディショナルアクセスシステムズとは全く関係がないため、B-CAS社は「当社に買収されたという掲載がありますが、そのような事実は一切ありません」、「"有料放送を無料で見られる"などという安易な気持ちで不正カードを購入・使用すると刑事罰の対象になりますので、絶対に使用はもちろん購入しないようにしてください」と警告を掲載した。
この事件を受けて、B-CAS社、スカパーJSAT、スターチャンネル、WOWOWの有料衛星放送事業者3社の合計4社から、東京税関に対して申し立てていたこの偽B-CASカード「BLACK CAS」と「不正B-CAS」の輸入差し止めの申し立てが受理され、今後は日本国内の全税関で、輸入した場合の没収などの取り締まりの規制対象に追加された。これは「不正競争防止法第2条・第1項・第11号」に規定される技術的制限手段を回避する知的財産侵害品とみなされる。この知的財産侵害品と扱われたものは、「関税法第69条の11 輸入してはならない貨物」の扱いとされ、輸入した場合は税関に押収される。
こうした事件に便乗して、BLACK CASカードの類似品をスパムメールなどを送って売りつけた上で、購入する旨のメールなどを送ると今度は警察になりすまして「示談金」などの振込を要求する架空請求（要するに振り込め詐欺）も横行している。
なかには逮捕されないものの、Yahoo! オークションを中心に数千万円を売り挙げるものもおり、現在も地上波デジタルチューナーに付けたうえでの出品など、防げないものも多く横行し続けている。
この後しばらく、不正改造B-CASカードの販売事件は報道されなかったが、2020年（令和2年）春、航海の途中の空き時間が多くなる貨物船やクレーン船といった船舶の乗組員に客層を絞り、比較的現行犯逮捕の難しい海上で今なお不正改造B-CASカードが販売されている状況が報道された。

### B-CASカードエミュレーション
2012年（平成24年）5月23日、バックドアを経てリバースエンジニアリングされたB-CASプログラムを基に、B-CASをエミュレーションするソフトウエアであるSoftcasが発表された。このプログラムをインストールすると、あたかもB-CASカードが存在する様に振舞い、DRM解除や限定受信システム回避の為に違法なB-CASカードの改竄（この罪は私電磁記録不正作出罪および同行使となる）も、またカードそのものの装着も不要となる。本プログラムの存在は、Googleがプログラムの場所を削除させる事によって隠蔽された。しかし、コンピュータプログラムはソースコードと共に流出。現在はイランに存在する、Torによる匿名サーバによって公開され、2015年（平成27年）現在もメンテナンスされている。なお、これはあくまでプログラムであってICカードではないので、b-casカードの物理的挿入を必須とするほとんどのTVや録画機におけるコピーガード並びに有料放送の視聴制御にはそれほど影響がない（主にフーリオのような無反応機のpc用チューナーに影響がある）。

## B-CAS見直しに向けて
総務省の「デジタル・コンテンツの流通の促進等に関する検討委員会」（以下、デジコン委員会）は2008年（平成20年）9月26日、地上デジタル放送のB-CASを見直すことを決めた。
同委員会では見直し案として、
- コンテンツ保護機能のチップ化
- コンテンツ保護機能のソフトウエア化

といったものが中心に検討された。最終的に、地上デジタル放送についてはソフトウェア制御によるCASの運用を行う団体として「一般社団法人地上放送RMP管理センター」が2011年（平成23年）6月に設立され、2011年12月6日、B-CAS方式に依らないコンテンツ権利保護専用方式である、TRMPが提唱された。TRMPではコンテンツ保護方式に関わる審査・情報提供・リボケーションを管理し、主要地上デジタル放送局のほぼ全てが参加した。
その後、2012年（平成24年）7月より段階的に導入。これにより、B-CAS用カードスロットのためのスペースの確保が困難なスマートフォンなどによるフルセグメント・ハイビジョン視聴が可能となり、実際に実装した機器が発売されている他、サイズ上の制約の比較的小さいカーナビでもコストダウンと接触不良による故障の削減などの目的で採用されている。
ただこれらの見直しは、従来型のB-CASも新方式と並行運用する形であるため、あくまで地上デジタル放送に対するものにとどまっており、BSデジタル放送やCS放送も含めた形でのB-CASの見直しは2011年（平成23年）現在も進んでいない。

### ユーザー登録の廃止
2009年（平成21年）11月9日に、ビーエス・コンディショナル・アクセス・システムズ（B-CAS）は地デジ専用B-CASカードのユーザー登録制度を2011年（平成23年）3月末で廃止すると発表した。
2010年（平成22年）7月5日に、ビーエス・コンディショナル・アクセス・システムズ（B-CAS）は、全てのB-CASカードのユーザー登録を廃止すると発表した。廃止後は、それまでに収集した個人情報は速やかに消去するとしている。しかし、収集した個人情報が確実に消去され、かつ他の第三者（特に法的権限を持つ公的機関）に漏洩していないかどうかについて、実質的な監査を行う法制度は、発表時点で存在していない。
2011年（平成23年）4月、同社はユーザー登録を廃止したことを発表した。民放系BSデジタル放送5社が視聴率測定の代わりに行っている『BSパワー調査』など、従来本個人情報を利用して行われていた調査等については、調査方法の変更等を余儀なくされている。

### 不正改竄プログラムをマルウェアと認定
2012年（平成24年）5月18日、トレンドマイクロ社の情報によると、B-CASカードを不正改竄するコンピュータプログラムを、マルウェア「HKTL_RESREM」と認定し、これを「プログラムは、ユーザの手動インストールにより、コンピュータに侵入し」「プログラムは、特定のスマートカードの内容を上書きする機能を備えており、特定の有料テレビ放送へ無制限なアクセスを可能にします」としている。これが、B-CAS社の技術的対策の一環であるかは不明であるが、トレンドマイクロ社のセキュリティソフトを導入している場合、不正改竄は不可能となる。他社のセキュリティソフトウェアで、同様の対応がとられているかは不明であるが、Microsoft Windows製品のWindows Defender、Security Essenstialでは、これらの措置は2014年（平成26年）3月現在行われていない。報道によると「不正改ざんプログラムを提供した者を立件」と説明するメディアもあるが、実際には「不正改竄データの配布」で、不正改竄プログラムそのものを開発、公開した者の特定・立件は、2014年（平成26年）現在も実現していない。

### 著作権法改正に伴う変化
2012年（平成24年）6月20日に成立した改正著作権法により、私的使用目的であっても、暗号方式による技術的保護手段の回避により可能となった複製を、その事実を知りながら行う場合には、民事上違法となることとなった。この他、暗号方式が技術的保護手段の対象に加わることにより、第120条の2第1号において、暗号方式による技術的保護手段の回避を可能とする装置又はプログラムの譲渡等を行った者は、3年以下の懲役若しくは300万円以下の罰金に処し、又はこれを併科することとなった。
これに伴い、これまで暗号化解除手段を開発・提供していたコミュニティサイトは、著しく縮退・消滅し、オープンソース等で公開されていたコンピュータプログラムは、過去のリビジョンを残して施行後のリビジョンから、暗号化解除に関するコードを削除した。ただし、これらのコンピュータソフトウェアのフレームワークは、あらゆるオペレーティングシステムで既に完成していた為、罪に対する法の不遡及は行えず、施行前に完成・公開されていたコンピュータプログラムは、そのままインターネットのサーバ上に残る事となった。

### セキュリティー対策を強化した新カードを配布
2012年（平成24年）8月30日に共同通信は、有料デジタル放送の事業者が有料放送を無料で見られる不正カードは、事業の存続に影響があるとして、警察の取り締まりに期待するだけでなく、自分たちも不正カードの対策をした新しいB-CASカードを配布して、対応していく予定であると報道した。実際にはコストの制約から各家庭などの広範囲を対象としたB-CASカードの交換は実施されず、電化製品の小売店などの展示品や有料放送のデモンストレーション用のテレビに挿入するカードのみをバックドアのない（もしくはバックドアがユーザーに発見される危険性の極めて低い）カードに交換し、一般家庭のテレビや録画機等に添付したり、故障などにより再発行されるB-CASカードも2015年（平成27年）ごろの発行分より同様のセキュリティーに注意を払ったカードに変更された。この変更はカードのIDにも明示的に反映されている。
これに加えて、セキュリティ強化カードにWOWOWとスカパー、スターチャネルが作成した新しいKwを予め書き込んだ状態で2014年（平成26年）4月ころより配布を開始、その後契約者に新Kwを配信し終えて以降の2015年（平成27年）2月18日に、WOWOWはKsで新しいKwを選択し、従来のKwでは放送をデコード出来ない様にした。これにより予め新カードに交換・あるいは契約者として新しいKwを受信したB-CASカードを使用している場合以外は、WOWOWの視聴が出来なくなった（ただし契約者であればカスタマーサポートに連絡することで新Kwを受信できる）。その後、WOWOWの後を追って同年6月15日にスターチャンネル、その翌日にはスカパーが相次いでKsで新しいKwを選択し、WOWOWと同様に旧Kwのみを持つB-CASカードでは試聴が不可能になった。
しかし、依然Kmで暗号化されているEMMメッセージが、バックドア付きB-CASカードによって平文として解読可能であるため、この対応は「いたちごっこ」であり、根本的な解決法ではない。しかしICカードを直接書き換える技術のない者による、カジュアルな不正視聴対策や、「実験」と称して行ったがそれ以降視聴せず改竄に必要な道具を破棄した場合などの再視聴の抑制、不正改造済みのB-CASの（高額）売買を抑制する効果はあった。その後も各社ほぼ1年半毎にKwの切り替えを行っている。

### コンテンツ権利保護専用方式の本格運用開始
2013年（平成25年）4月16日、全地上テレビ放送局の運用テストがスケジュール通り完了し、同時にリファレンス実装となる機器の発売が決定。B-CAS方式と並行して運用するサイマルクリプト方式によるコンテンツ権利保護専用方式の運用が始まった。これに伴い三波方式以外の地上デジタル放送受信機でのB-CASカードの運用・添付は段階的に終了し、また三波方式でも地上デジタル放送の受信にはB-CASカードを使用しない方向での運用が確定する（同時2チャンネルの制限を受けないコンテンツ権利保護専用方式の方が望ましいからである）。

### B-CAS社による初の民事訴訟の提起
2013年（平成25年）5月9日、B-CAS社は、B-CASカードを不正改ざんし第三者に譲渡したなどの行為で有罪判決が確定している2人に対して、不正改ざん事件では初めてとなる損害賠償の支払いを求める民事訴訟を東京地方裁判所に提起した。同日、株式会社WOWOW、株式会社スター・チャンネル、スカパーJSAT株式会社の3社も同様の訴訟を提起している。
同年7月8日と同月31日に、被告欠席によりB-CAS社側の主張が認められ請求を全面的に認める判決が言い渡された。

### 不正B-CASカードに係る民事訴訟の提起
2014年（平成26年）2月20日、B-CASカード発行費用を負担する有料放送事業者のスカパーJSATとスターチャンネル、WOWOWの3社は、有料放送を無料で視聴できるように不正改ざんしたB-CASカードを第三者に販売した3人に対し、この日に民事訴訟を東京地方裁判所へ提起。損害賠償として3億2590万9127円の支払いを求めた。5000枚以上（本B-CAS不正視聴項における情報によると6000枚）を不正に改ざん、販売した事は悪質であり、懲罰的罰金とも言える超高額訴訟を提起するに至った。また、スカパーカスタマーセンターの説明によると、本事案で関係した購入者5000人の購入情報は既に警視庁より入手しており、およそ一人当たり500万円前後の著作権侵害における損害賠償請求を提起するとしている。

### その他
デジコン委員会の第5次答申では「消費者や権利者の立場からB-CASについてさまざまな指摘が行なわれた」ことを理由にB-CAS見直しの方向を打ち出している。
元NHK職員で経済学者である池田信夫は2008年（平成20年）9月26日にB-CAS見直しが決定した際に「B-CASの廃止が事実上決まった」と述べたが、実際に廃止が決まったわけではなく「見直し」が決まっただけである。放送局・権利者団体の意向に沿っていたデジコン委員会においてB-CAS見直しの流れとなった原因としては「インターネット上での圧倒的なB-CAS反対意見があり、これを受けた公正取引委員会が私的独占の禁止及び公正取引の確保に関する法律（独占禁止法）違反の容疑でB-CAS社などの事情聴取に乗り出したことが原因だった」とも述べた。

### ACAS
ACAS（エイキャス）は、「一般社団法人新CAS協議会」によって開発・策定された、4K 8Kテレビ放送用の限定受信方式、または同機能を実現するために受信機に内蔵されているチップである。
2014年（平成26年）5月、NHK放送技術研究所は、一般公開イベント「技研公開2014」で「次世代CAS技術」の研究成果を公表した。
2015年（平成27年）4月、NHK、WOWOW、スターチャンネル、スカパーJSATの4社は4K 8Kテレビ放送用の次世代CAS技術として、新しい方式の開発に着手。その後同年10月にこの4社を社員とした「一般社団法人新CAS協議会」が発足し、以後の次世代CASの開発・策定主体となった（なお、その後2017年（平成29年）4月に日本ケーブルテレビ連盟、2018年（平成30年）4月に4K放送を行う無料民放テレビ各局、さらに同年10月にはNTTぷららが加入している）。
次世代CAS技術は、2018年（平成30年）7月に「ACAS」として開発を完了し、10月より搭載機器が発売されている。
ACASは、海賊版や改竄カードによる不正な視聴が問題となったB-CASのカード形態とは異なり、約5×6×1mmの大きさの内蔵型チップとなっており、また基本的にはB-CASをベースにしつつも、暗号鍵を64ビットから128ビットに、またダウンロード機能が追加されている。B-CASをベースとしたことで、開発期間の短縮を実現でき、また4K 8Kテレビ放送だけではなく、従来の地デジ・BS・110度CS放送の限定受信にも対応している。

## ギャラリー

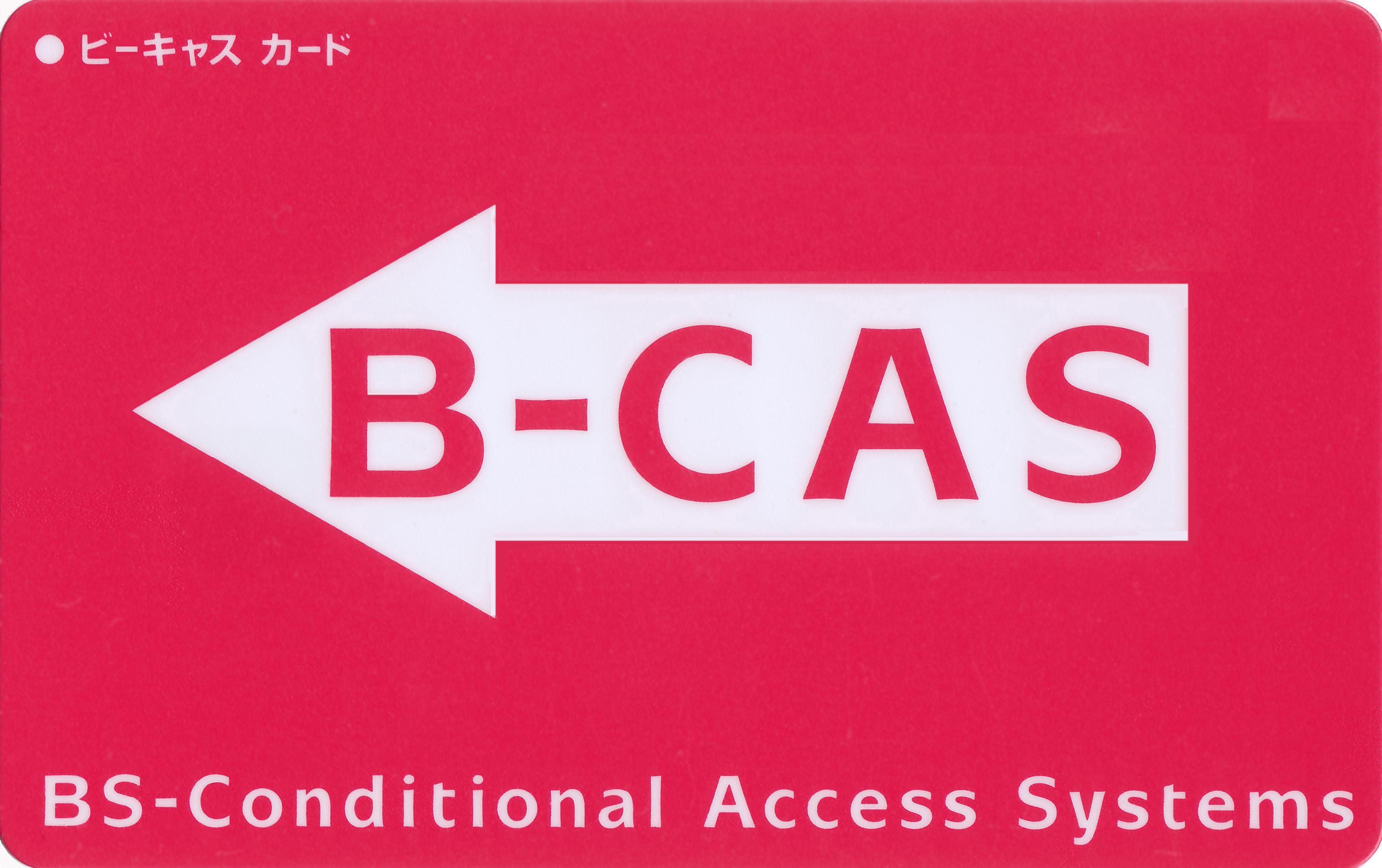
BSデジタル用 B-CASカード
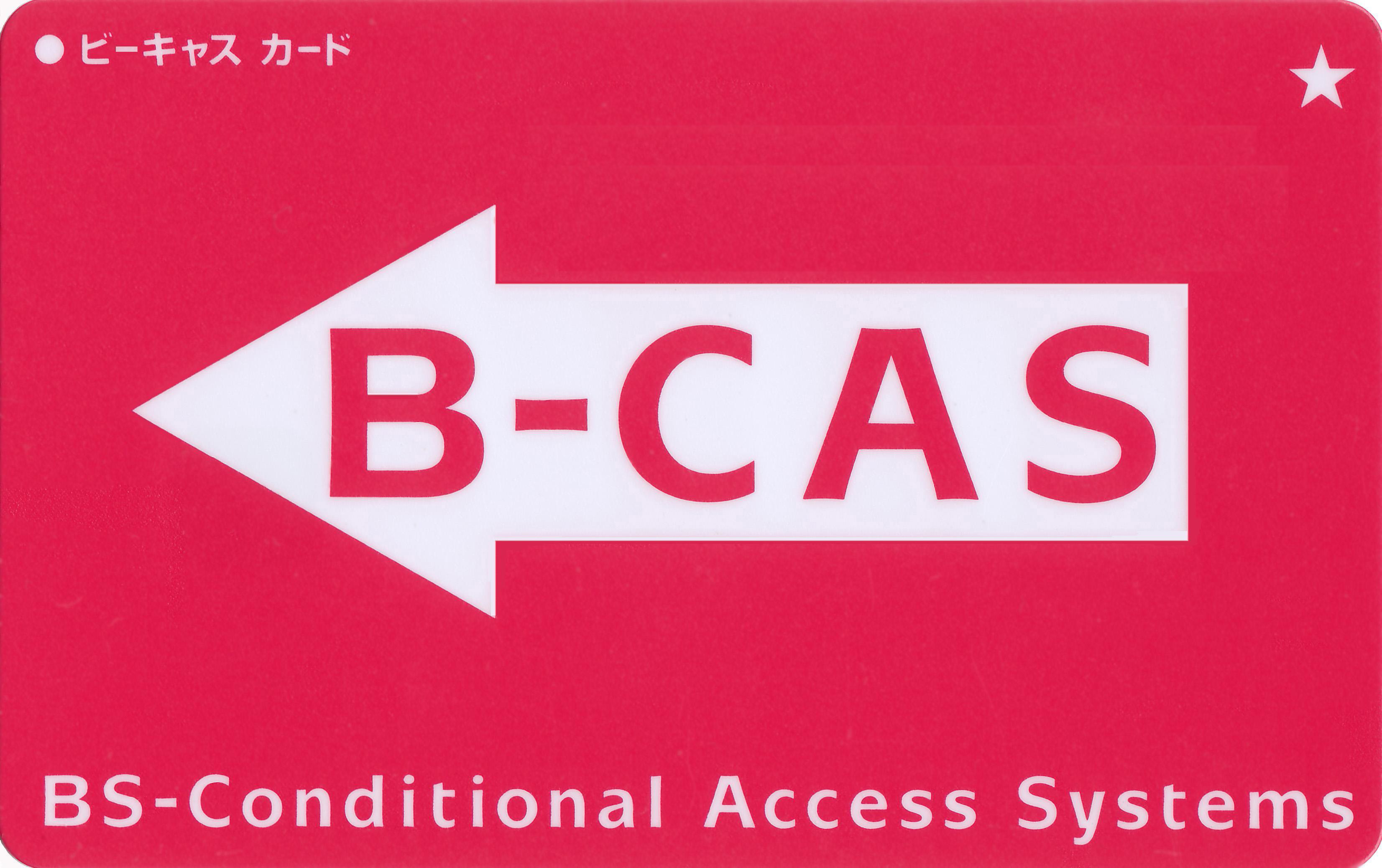
地上デジタル対応マーク付き B-CASカード
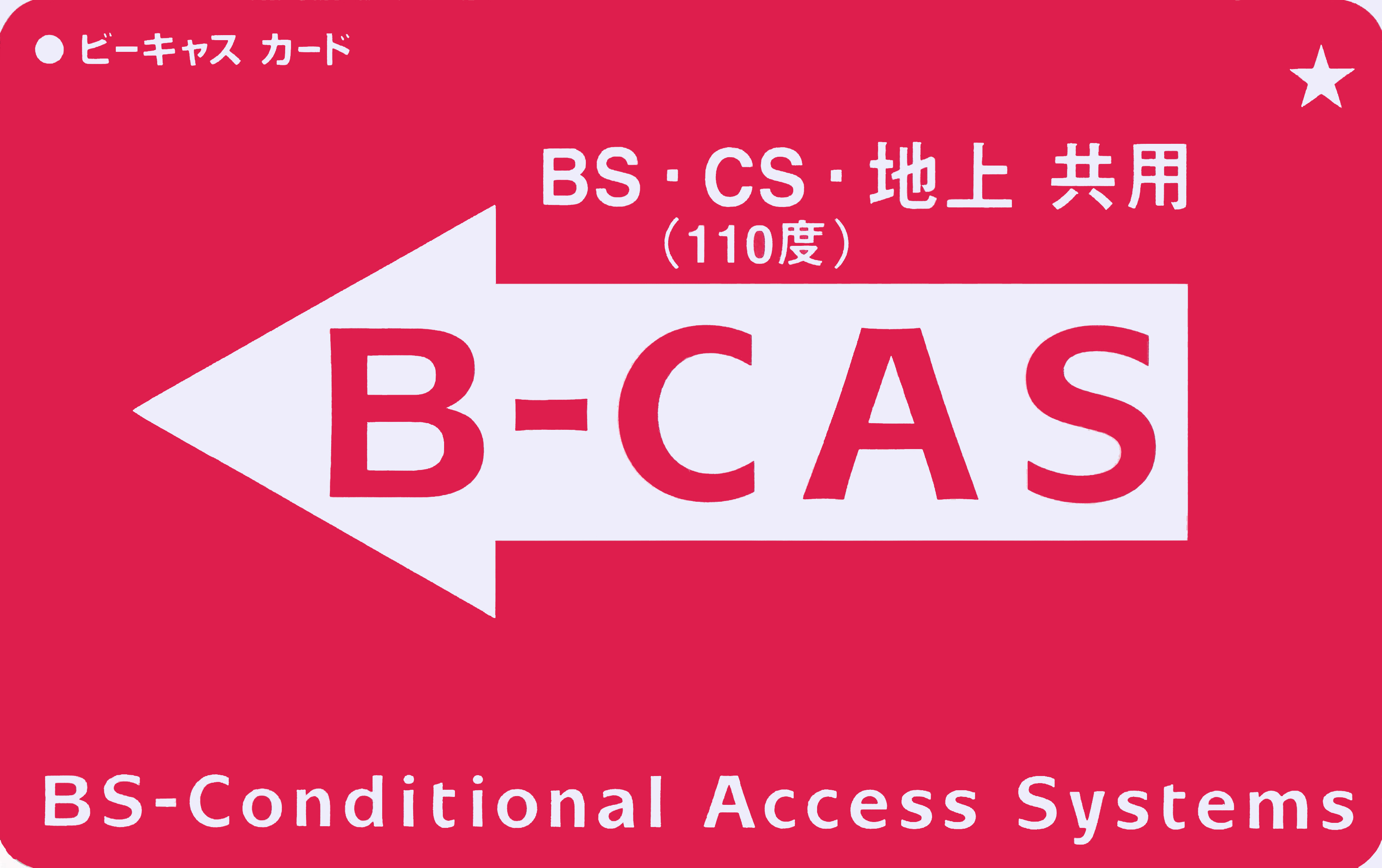
BS 110度CS 地上デジタル共用 B-CASカード
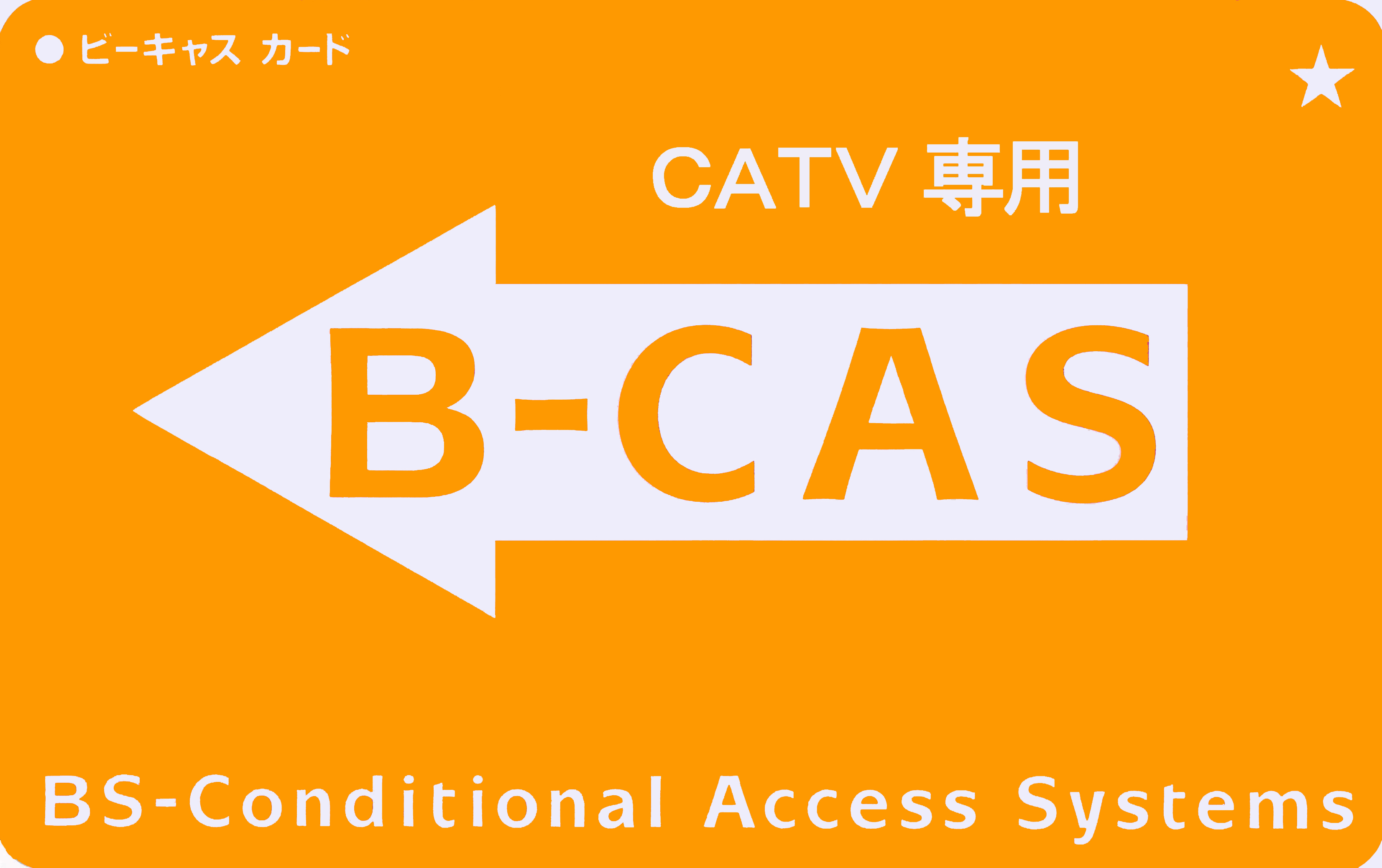
CATV専用 B-CASカード
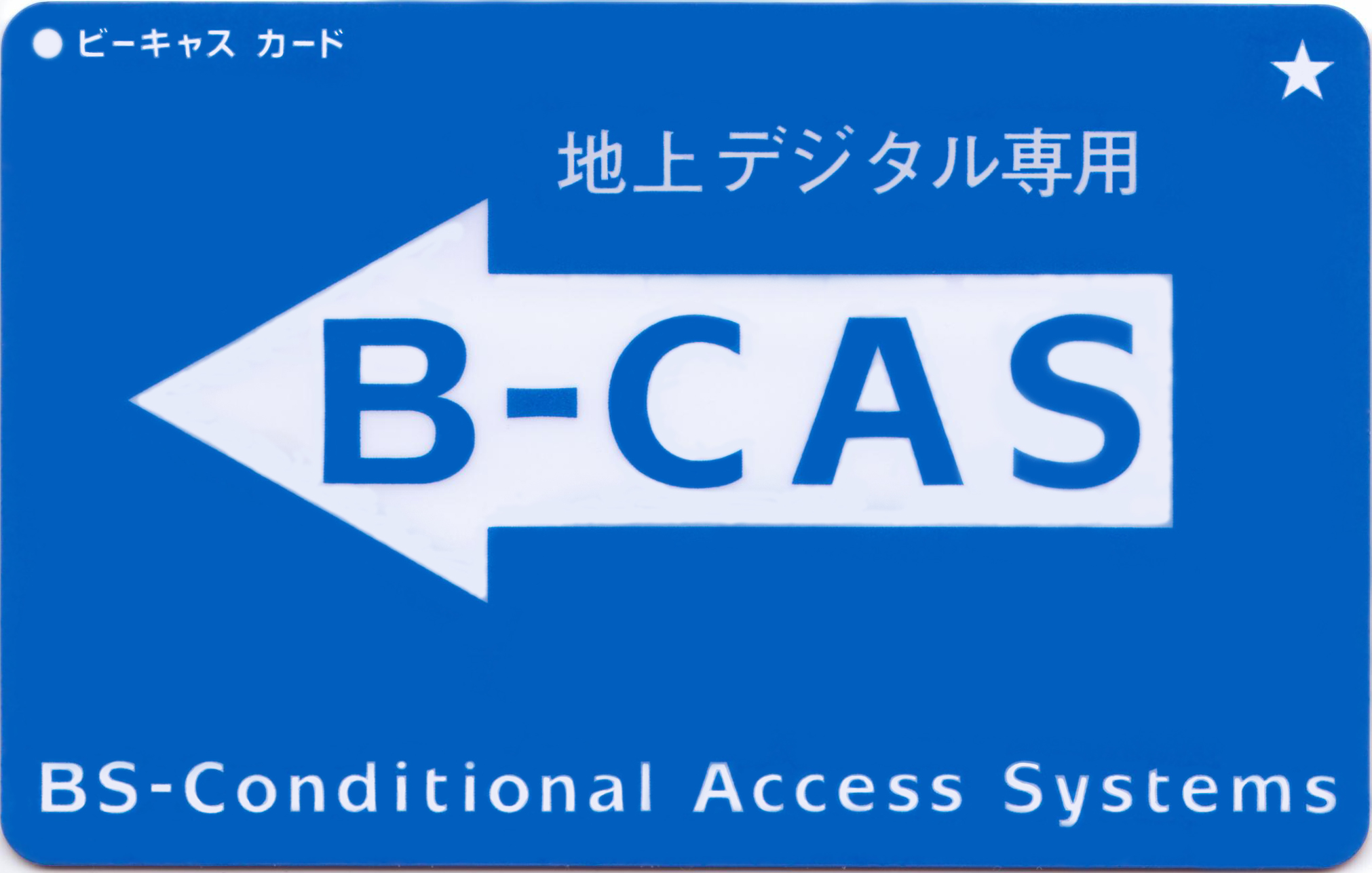
地上デジタル専用 B-CASカード
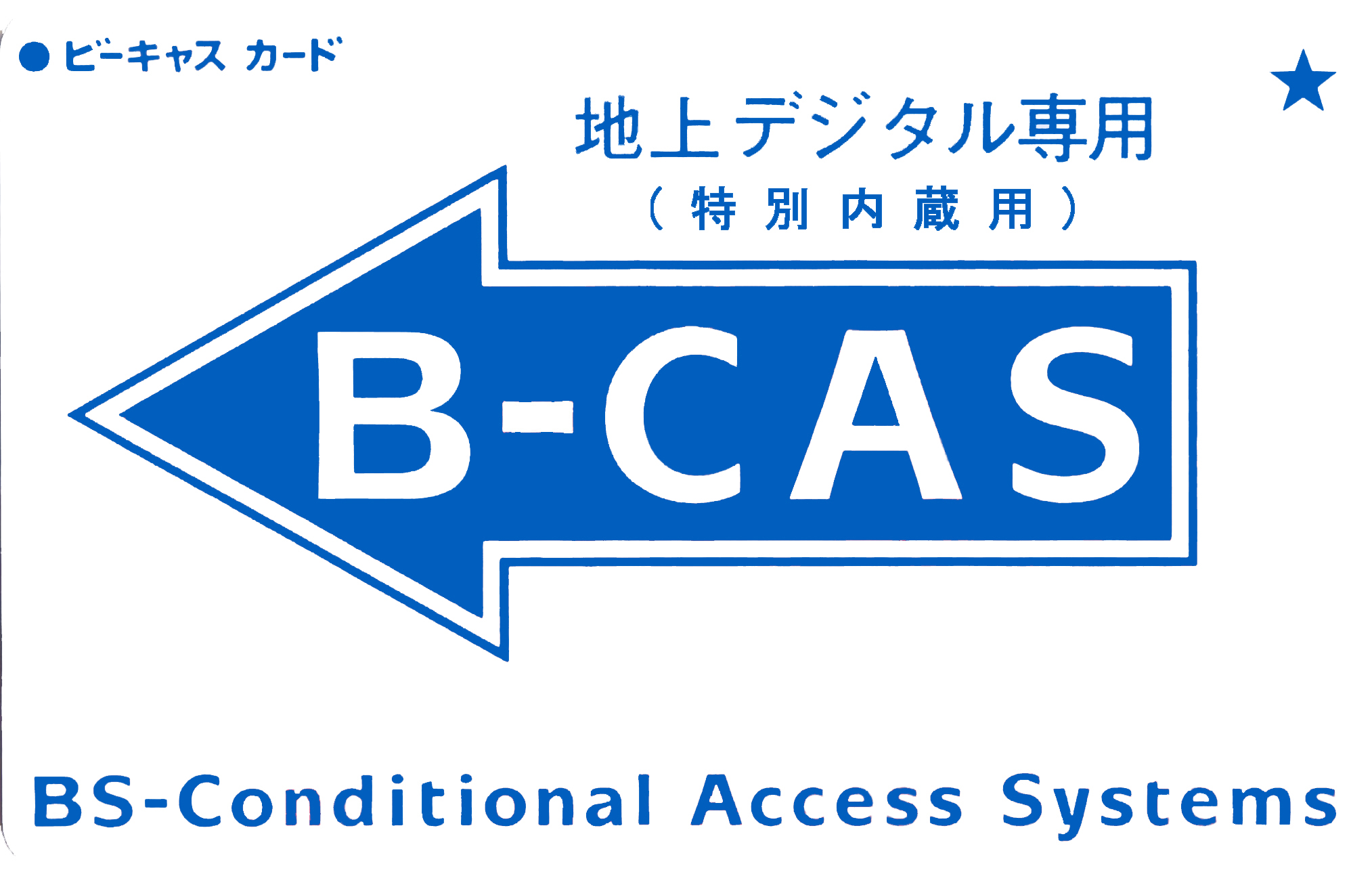
地上デジタル特別内蔵用 B-CASカード
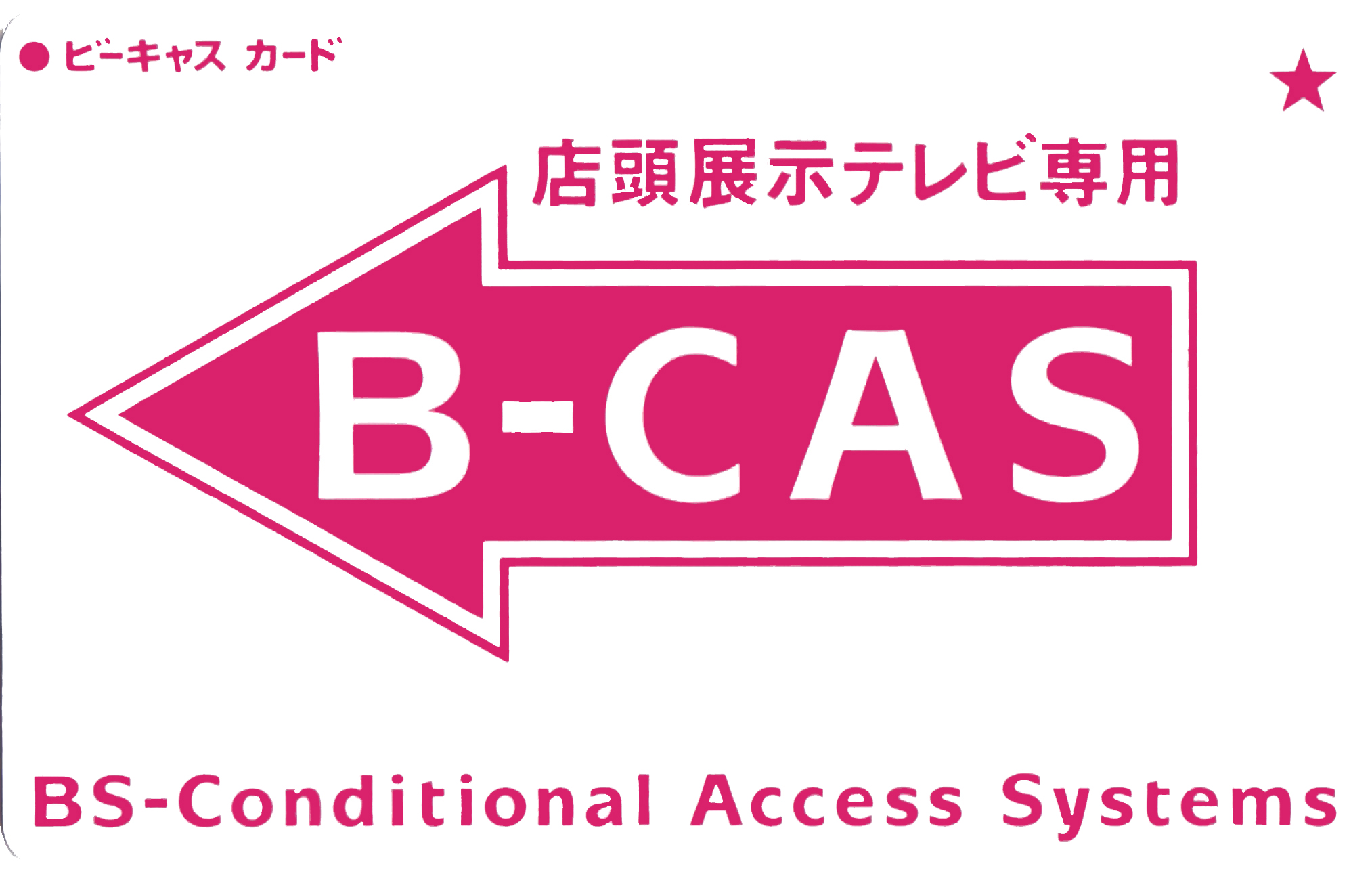
店頭用 B-CASカード
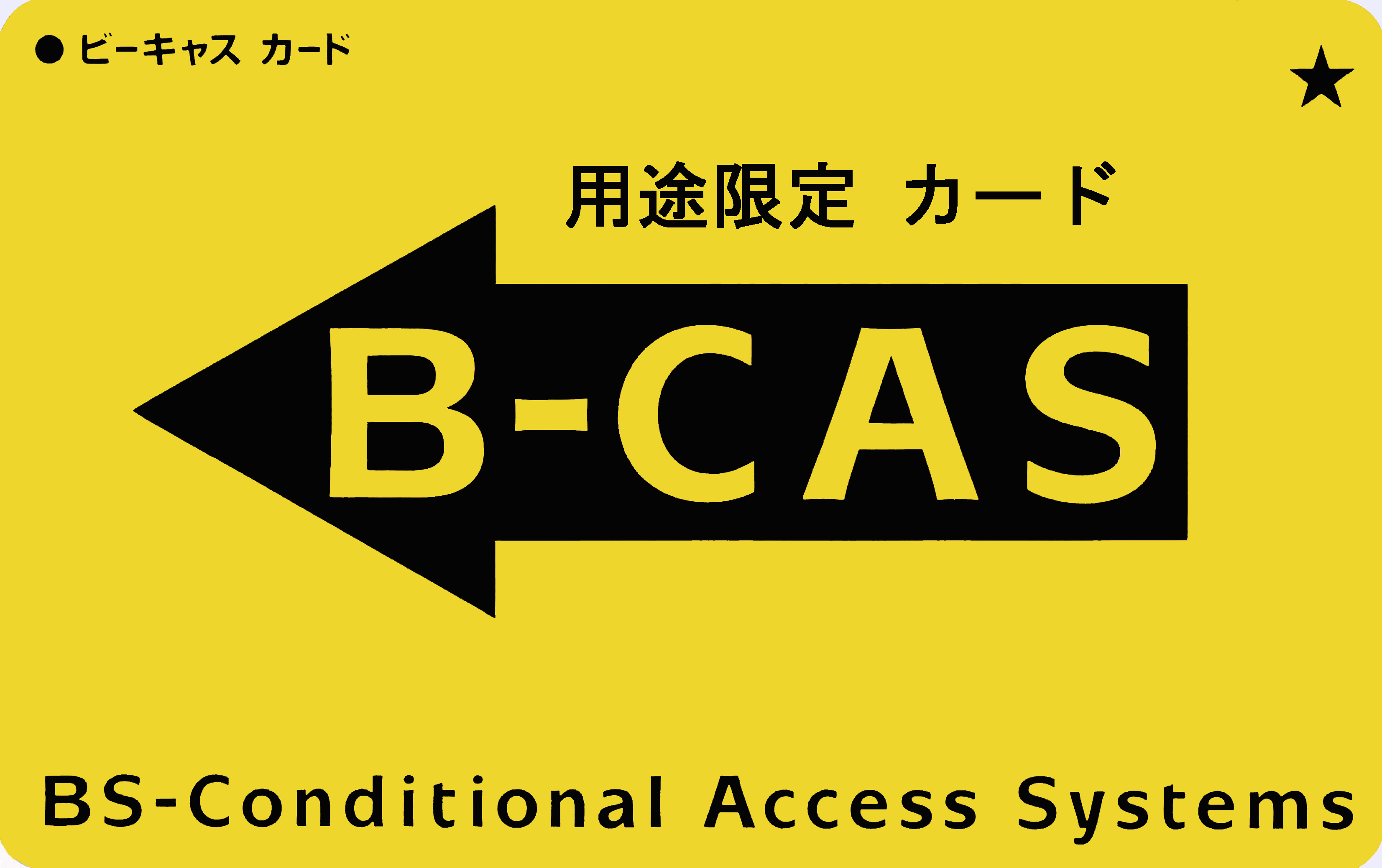
有料放送デモ用 B-CASカード
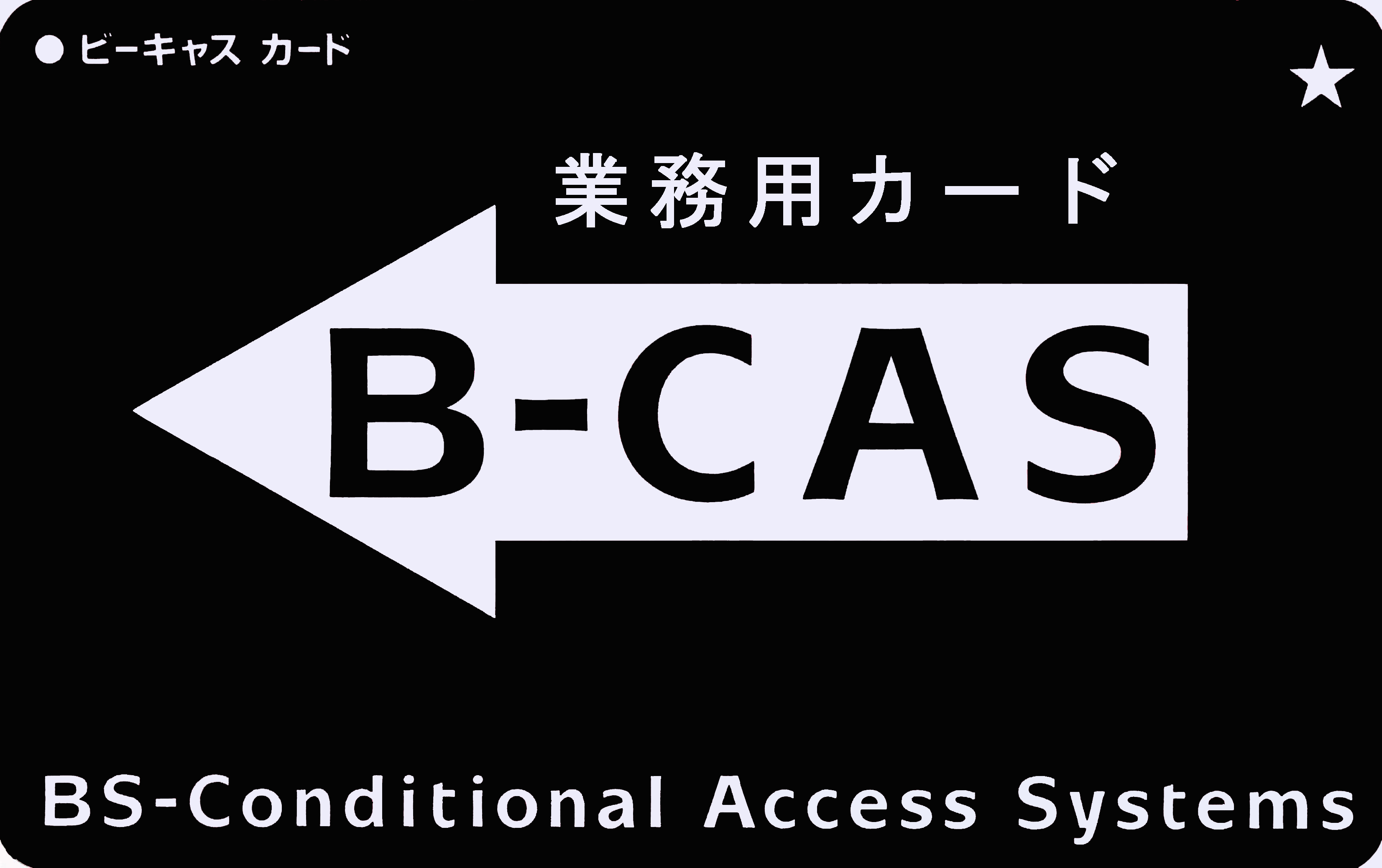
業務用 B-CASカード
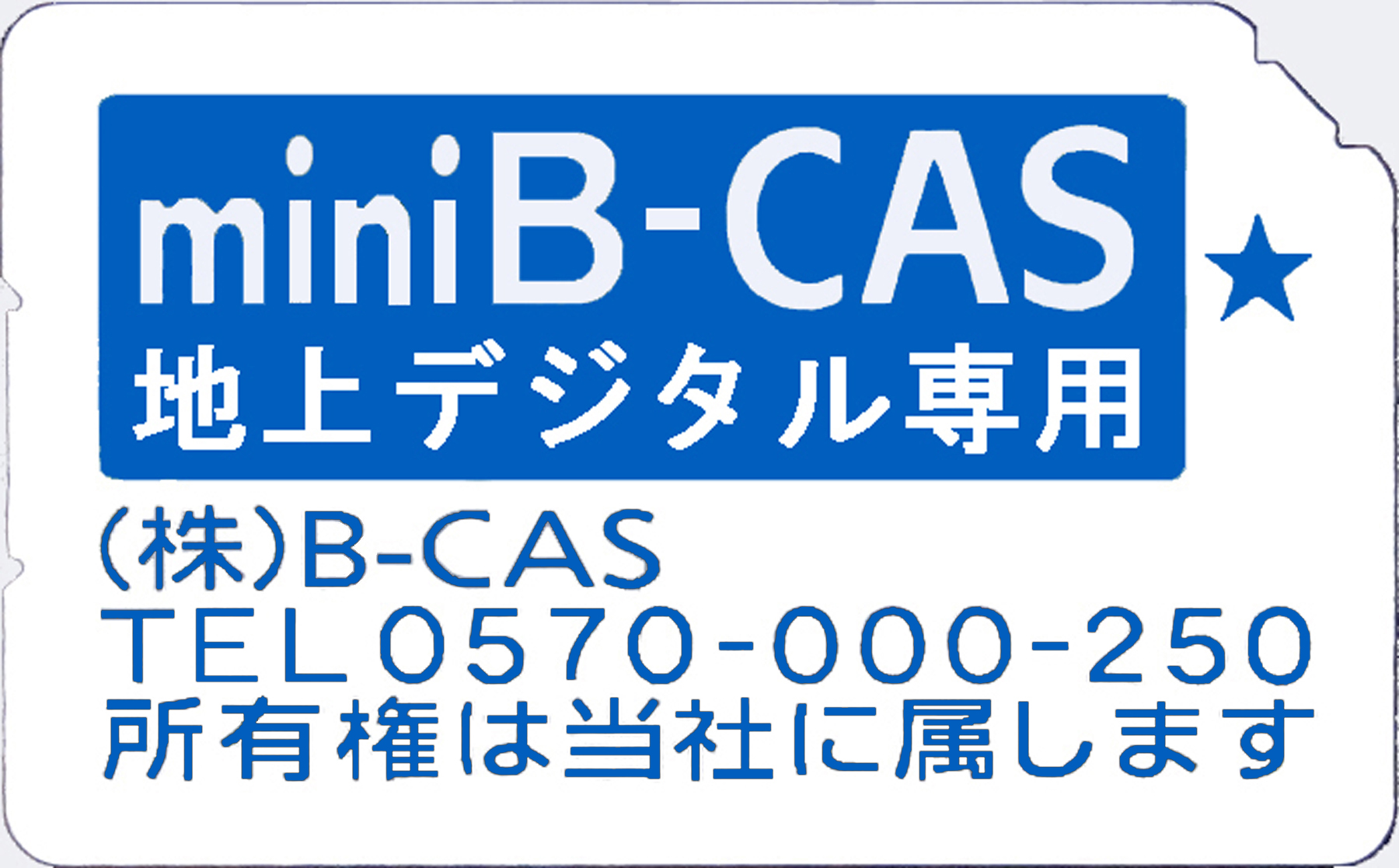
地上デジタル専用 miniB-CASカード
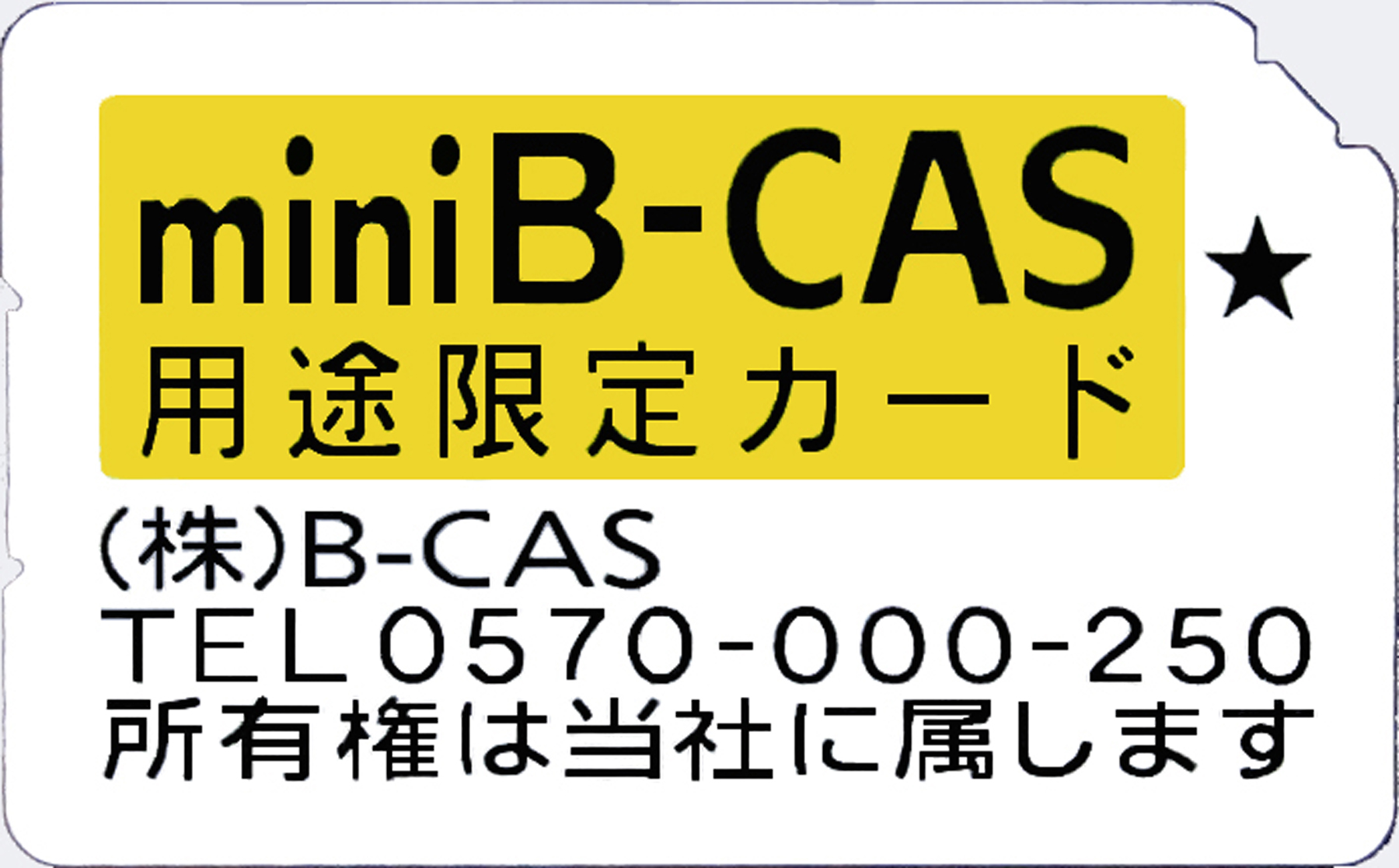
有料放送デモ用 miniB-CASカード